# Курская духовная семинария
Ку́рская духо́вная семина́рия — бывшее высшее духовное учебное заведение Курской епархии Русской православной церкви, готовившее священно- и церковнослужителей.

## История
Образована в 1787 году на базе духовной школы при Белгородском архиерейском доме для обучения детей духовного сословия. Основателем её является епископ Белоградский и Курский Феоктист (Мочульский).
Со дня образования семинарии создаётся её библиотека с фондом до десяти тысяч книг. Много книг было подарено библиотеке частными лицами, а также всеми преосвященными архипастырями епархии.
В октябре 1799 году Курск становится епархиальным городом. Семинария, продолжая оставаться в Белгороде, начала называться Курской.
В 1854—1856 годах было создано историко-статистическое описание Курской епархии и Курской семинарии. Этот труд выполнил преподаватель Матвей Архангельский при содействии ректора семинарии (с 1851 г.) архимандрита Флавиана.
Семинария приносила большую пользу обществу, поставляя и для обширного Курского края, и для всей России не только образованных, трудолюбивых и энергичных пастырей, но и честных деятелей на самых различных поприщах общественного служения.
Курский период в деятельности семинарии начался с 1879 года, в Курск она окончательно переехала в 1883 году. Уровень знаний семинаристов в это время был очень высок. Некоторые из них получали кроме основного образования ещё и смежные.
С 1888 года и до закрытия семинарию возглавлял протоиерей Иаков Новицкий. Одним из важнейших направлений её общественного служения этого времени была просветительская деятельность среди жителей города Курска.
В 1918 году Курская духовная семинария была закрыта советской властью.
В 1990 году стараниями архиепископа Курского и Белгородского Ювеналия (Тарасова) было открыто духовное училище с двумя отделениями — пастырским (с трёхгодичной программой обучения) и регентским (с двухгодичной программой обучения).
25 декабря 1991 года Постановлением Священного Синода и Патриарха Алексия II Курское духовное училище было преобразовано в Курскую духовную семинарию с четырёхлетним обучением.
В 1994 году семинария выступила учредителем Курской православной гимназии во имя преподобного Феодосия Печерского.
В 1999 году семинария перешла на пятилетнее обучение и получила статус высшего духовного учебного заведения.
27 декабря 2023 года Священный синод РПЦ заслушав сообщение митрополита Курского и Рыльского Германа (Моралина), который сообщил, что «на протяжении последних лет число обучающихся в Курской духовной семинарии постоянно сокращалось, а в последние два года резко упало в связи с военными действиями у границ Курской области. Положение дел в Курской духовной семинарии не позволит ей пройти обязательную процедуру государственной аккредитации». В связи с этим он попросил преобразовать Курскую духовную семинарию в Межъепархиальный центр подготовки церковных специалистов Курской митрополии, что и было сделано.

## Ректоры
до 1799 года — Белгородская духовная семинария
- протоиерей Иван Трофимович Савченков (1799—1807)
- архимандрит Иосиф (Величковский) (1807—1809)
- архимандрит Аполлос (1809—1810)
- протоиерей Иван Трофимович Савченков (1810—1829)
- архимандрит Анатолий (Мартыновский) (18 мая 1829—1832)
- архимандрит Елпидифор (Бенедиктов) (14 апреля 1832 — 30 апреля 1837)
- архимандрит Варлаам (Успенский) (4 мая 1837—1843)
- архимандрит Израиль (Лукин) (1843—1845)
- архимандрит Никодим (Казанцев) (29 июля 1845—1850)
- архимандрит Феофил (Надеждин) (3 апреля 1850—1851)
- архимандрит Флавиан (Остроумов) (14 июля 1851—1864)
- архимандрит Владимир (Миловиднов) (1864—1868)
- протоиерей Матвей Васильевич Невский (11 декабря 1868—1888)
- протоиерей Яков Андреевич Новицкий (20 января 1888—1918)
- игумен Иоанн (Попов) (1991—1993)
- архимандрит Варнава (Дробышев) (26 декабря 1995 — 18 июля 1999)
- протоиерей Михаил Шурпо (18 июля 1999 — апрель 2001)
- митрополит Ювеналий (Тарасов) (2001 — 17 августа 2004)
- митрополит Герман (Моралин) (август 2004 — 25 декабря 2014)
- архимандрит Симеон (Томачинский)[2] (25 декабря 2014 — 16 июля 2020)
- епископ Паисий (Юрков) (16 июля 2020 — 27 декабря 2023)[3][4]

## Известные выпускники
- Митрополит Макарий (Булгаков)
- Архиепископ Нафанаил (Савченко)
- архиепископ Евсевий (Ильинский)
- епископ Владимир (Никольский)
- архиепископ Иринарх (Попов)
- епископ Воронежский Вениамин (Смирнов)
- епископ Евфимий (Беликов)
- архиепископ Дамиан (Воскресенский)
- епископ Исидор (Богоявленский)
- архиепископ Иларион (Прохоров)
- генерал Владимир Косьмин